# 水南桥
水南桥，又名古城桥、高公桥，位于中国安徽省黄山市休宁县万安镇古城岩东隅万寿山下，跨横江水通向水南村。明万历十年（1582年），由徽州知府高时倡议，邑人黄廷侃捐建，故名高公桥。桥10墩11孔。长180米，宽6.4米。桥北处设有两层的亭阁。清乾隆五十二年（1787年），由汪柽捐资，程明榛重建。水南桥现为黄山市文物保护单位。